# 東先鋒駅
東先鋒駅（동선봉역、トンソンボンえき）は、朝鮮民主主義人民共和国羅先特別市先鋒区域に位置する朝鮮民主主義人民共和国鉄道省咸北線の鉄道駅である。

## 歴史
- 1941年12月10日：東雄基駅として開業。
- 日時不明：東先鋒駅に改称。

## 隣の駅
朝鮮民主主義人民共和国鉄道省
咸北線
雄尚駅 - 東先鋒駅 - 先鋒駅